# Pilocrocis xiphialis
Pilocrocis xiphialis là một loài bướm đêm trong họ Crambidae.